# Jimmy Crute
Jimmy Crute (ur. 4 marca 1996 w Singleton) – australijski zawodnik mieszanych sztuk walki (MMA). Były mistrz australijskiej organizacji Hex Fight Series w wadze półciężkiej. Aktualnie związany z amerykańską organizacją UFC.

## Życiorys
Crute pochodzi z długiego rodu bokserów po obu stronach rodziców, a to dzięki nim zaczął trenować karate w wieku czterech lat i judo w wieku ośmiu lat. Zaczął trenować brazylijskie jiu-jitsu w wieku 11 lat, jednak dopiero rok później odkrył MMA. Mając 19 lat zadebiutował zawodowo w organizacji Hex Fight Series w Melbourne, wygrywając przez poddanie w pierwszej rundzie.

## Osiągnięcia

### Mieszane sztuki walki
- Ultimate Fighting Championship
  - Bonus za występ wieczoru (dwa razy) vs. Michał Oleksiejczuk[9], Modestas Bukauskas[10]

- Hex Fight Series
  - 2017–2018: Mistrz Hex Fight Series w wadze półciężkiej[11]

## Lista zawodowych walk w MMA
| Wynik     | Bilans | Przeciwnik (bilans przed walką) | Rozstrzygnięcie                             | Runda | Czas | Rozgrywki                                     | Data       | Miejsce      | Uwagi                                                             |
| --------- | ------ | ------------------------------- | ------------------------------------------- | ----- | ---- | --------------------------------------------- | ---------- | ------------ | ----------------------------------------------------------------- |
| Wygrana   | 13-4-2 | Marcin Prachnio (17-8)          | Poddanie (dźwignia prosta na staw łokciowy) | 1     | 4:32 | UFC 318                                       | 19.07.2025 | Nowy Orlean  |                                                                   |
| Remis     | 12-4-2 | Rodolfo Bellato (12-2)          | Remis (większościowy)                       | 3     | 5:00 | UFC 312                                       | 09.02.2025 | Sydney       |                                                                   |
| Przegrana | 12-4-1 | Alonzo Menifield (13-3-1)       | Poddanie (duszenie gilotynowe)              | 2     | 1:55 | UFC 290                                       | 08.07.2023 | Las Vegas    |                                                                   |
| Remis     | 12-3-1 | Alonzo Menifield (13-3)         | Remis (większościowy)                       | 3     | 5:00 | UFC 284                                       | 12.02.2023 | Perth        | Menifieldowi odjęto 1 punkt w rundzie 3 z powodu złapania siatki. |
| Przegrana | 12-3   | Jamahal Hill (8-1)              | KO (prawy hak)                              | 1     | 0:48 | UFC on ESPN: Font vs. Aldo                    | 04.12.2021 | Las Vegas    |                                                                   |
| Przegrana | 12-2   | Anthony Smith (33-16)           | TKO (przerwanie przez lekarza)              | 1     | 5:00 | UFC 261                                       | 24.04.2021 | Jacksonville |                                                                   |
| Wygrana   | 12-1   | Modestas Bukauskas (11-2)       | KO (ciosy pięściami)                        | 1     | 2:01 | UFC Fight Night: Ortega vs. The Korean Zombie | 18.10.2020 | Abu Zabi     | Bonus za występ wieczoru.                                         |
| Wygrana   | 11-1   | Michał Oleksiejczuk (14-3)      | Poddanie (kimura)                           | 1     | 3:29 | UFC on ESPN: Felder vs. Hooker                | 23.02.2020 | Auckland     | Bonus za występ wieczoru.                                         |
| Przegrana | 10-1   | Michaił Cyrkunow (14-5)         | Poddanie (peruwiański krawat)               | 1     | 3:38 | UFC Fight Night: Cowboy vs. Gaethje           | 14.09.2019 | Vancouver    |                                                                   |
| Wygrana   | 10-0   | Sam Alvey (33-11)               | TKO (ciosy pięściami)                       | 1     | 2:49 | UFC 234                                       | 10.02.2019 | Melbourne    |                                                                   |
| Wygrana   | 9-0    | Paul Craig (10-2)               | Poddanie (kimura)                           | 3     | 4:51 | UFC Fight Night: Dos Santos vs. Tuivasa       | 02.12.2018 | Adelaide     | Debiut w UFC.                                                     |
| Wygrana   | 8-0    | Chris Birchler (7-3)            | TKO (ciosy pięściami)                       | 1     | 4:23 | Dana White’s Contender Series 14              | 24.07.2018 | Las Vegas    |                                                                   |
| Wygrana   | 7-0    | Kim Doo-hwan (9-4)              | Decyzja (jednogłośna)                       | 5     | 5:00 | HEX Fight Series 13                           | 23.03.2018 | Melbourne    | Obronił mistrzostwo HEX w wadze półciężkiej.                      |
| Wygrana   | 6-0    | Steven Warby (10-2)             | Decyzja (jednogłośna)                       | 5     | 5:00 | HEX Fight Series 12                           | 24.11.2017 | Melbourne    | Obronił mistrzostwo HEX w wadze półciężkiej.                      |
| Wygrana   | 5-0    | Benjamin Kelleher (12-10)       | Poddanie (duszenie trójkątne rękoma)        | 1     | 1:23 | HEX Fight Series 9                            | 23.06.2017 | Melbourne    | Zdobył mistrzostwo HEX w wadze półciężkiej.                       |
| Wygrana   | 4-0    | Nathan Reddy (2-0)              | TKO (ciosy pięściami)                       | 1     | 4:59 | HEX Fight Series 8                            | 31.03.2017 | Melbourne    |                                                                   |
| Wygrana   | 3-0    | Matt Eland (6-6)                | TKO (ciosy pięściami i łokciami w parterze) | 1     | 2:55 | HEX Fight Series 7                            | 02.12.2016 | Melbourne    |                                                                   |
| Wygrana   | 2-0    | Mike Turner (7-2)               | Decyzja (jednogłośna)                       | 3     | 5:00 | HEX Fight Series 6                            | 24.06.2016 | Melbourne    |                                                                   |
| Wygrana   | 1-0    | Benjamin Kelleher (11-7)        | Poddanie (dźwignia prosta na staw łokciowy) | 1     | 4:01 | HEX Fight Series 5                            | 20.02.2016 | Melbourne    |                                                                   |